# Saint-Germain (Aube)
Saint-Germain è un comune francese di 2 325 abitanti situato nel dipartimento dell'Aube nella regione del Grand Est.

## Società

### Evoluzione demografica
Abitanti censiti